# Rationalisme morbide
Le rationalisme morbide est un type de raisonnement psychotique, observé en particulier dans certains cas de schizophrénie, résumé par le CNRTL comme « une forme de pensée [...] faite de raisonnements logiques poussés jusqu'à l'absurde ». Le concept a été développé en 1923 par le psychiatre franco-russe Eugène Minkowski. Il s'agit d'une hyperréflexion froide et autocentrée de l'individu schizophrène qui, généralement au cours d'un repli autistique, rationalise et dogmatise son environnement, de manière à fixer à celui-ci un cadre abstrait de plus en plus incohérent. Il est notamment caractérisé par une logique mathématique ou spatiale (géométrisme morbide), une attitude antithétique, soit une opposition binaire rigide entre plusieurs concepts suivant une logique irrationnelle, et par une « atomisation de toute axiologie »,.
Le principal témoignage de rationalisme morbide a été donné par François Klein, un étudiant en psychiatrie à Paris d'origine hongroise, psychotique sans le savoir, qui présente dans sa thèse, publiée en 1937, un cas paradigmatique de logique schizophrénique caractérisée par la forte présence d'une pensée identitaire et tautologique,.